# Pas de bourrée
Pas de bourrée (výslovnost: pɑ-d-buʀé) je baletní krok chůze nebo běhu obvykle prováděný na špičkách prstů u nohou. Je jedním z nejčastějších kroků, který se využívá v baletních kombinacích. Je složený z trojího přestoupení z nohy na nohu, přičemž uvolněná noha může být napnuta či pokrčena. Lze ho provádět všemi směry či v točení. Bourrée suivi je rovnoměrné přestupování v první nebo v páté pozici. Hlavní pohyb baletního sóla Michaila Fokina Umírající labuť.
Původně se jedná o starofrancouzský tanec v sudém taktu, jedno z intermezz ve suitě, který pochází Auvergne. Byl to velmi populární dvorní tanec, první zaznamenané zmínky o něm jsou z roku 1565. Zejména za vlády Ludvíka XIV. (v roce 1661 založil první Académie Royale de Danse) se mnoho dvorních tanců zčásti nebo zcela přizpůsobilo baletu, tento tanec byl jedním z nich.
Provádí se na všech úrovních baletní techniky, na jevišti v baletech i v nejrůznějších variacích. Jedná se o velmi běžný přípravný krok před různými piruetami a skoky. Má v baletu mnoho forem. Ty jsou většinou označeny podle směru, kterým se tanečník pohybuje, příp. podle noh (zda jsou nohy pokrčené nebo zůstávají rovné). Základem jsou tři malé kroky. První krok vždy udělá vzdálenější noha, tj. pokud tento krok chcete zatancovat na pravou stranu, musí začít levá noha, která se bude křížit za pravou. Následuje přisunutí opačné nohy (v tomto případě pravé) a odkročení první nohy (v tomto případě levé) zpět na své původní místo. V základním rytmu jsou tedy tyto tři kroky: levá noha doprava, pravá noha přisunutí a levá noha doleva. Pro variantu doleva to samozřejmě bude celé naopak.